# Puig de la Reina
El Puig de la Reina és una muntanya de 130 metres que es troba al municipi de Torroella de Montgrí, a la comarca catalana del Baix Empordà.

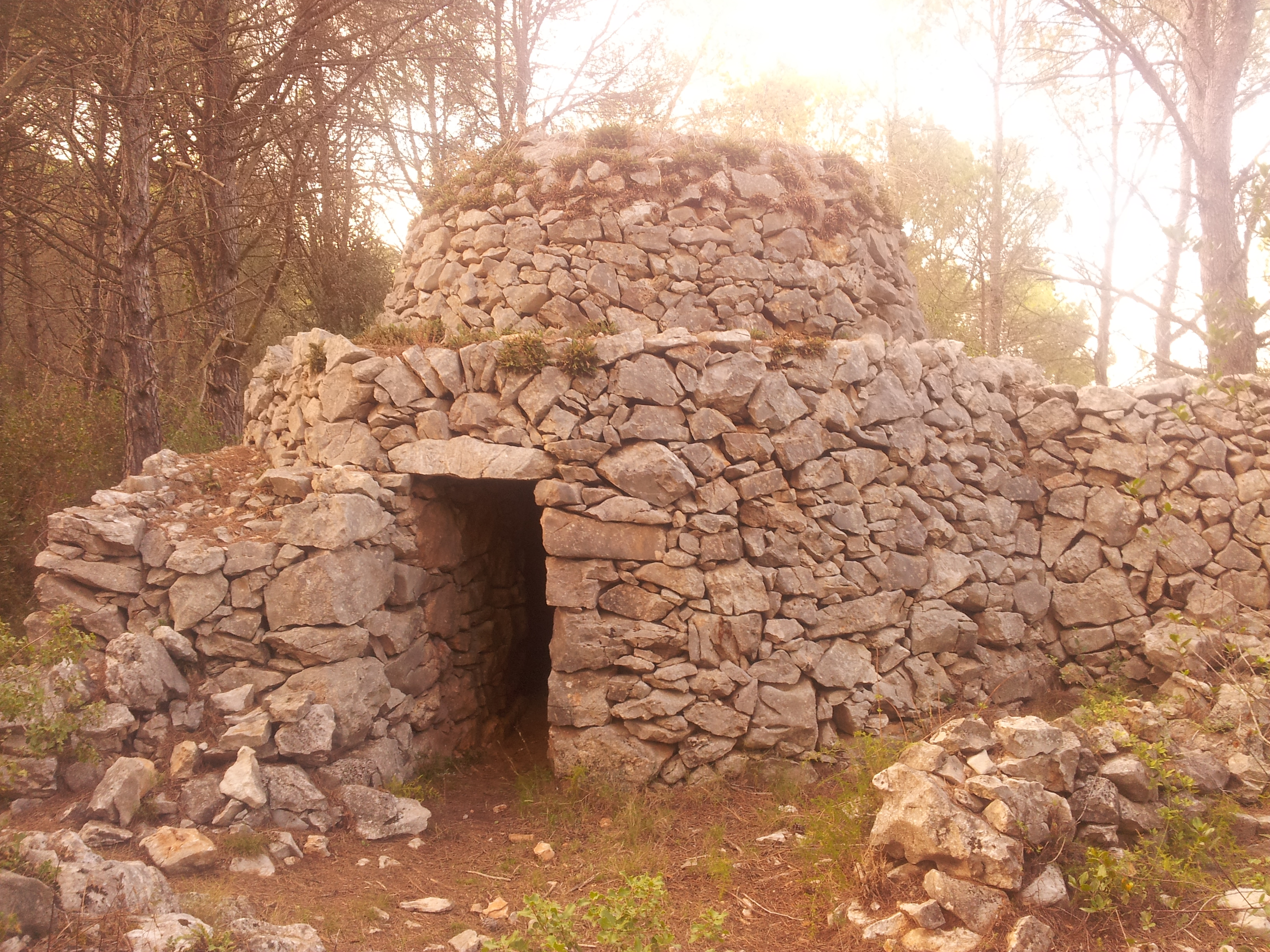
Barraca d'en Xeu - al Puig de la Reina